# Castillo de Almenar
El castillo de Almenar de Soria, o simplemente castillo de Almenar, es una fortificación ubicada en la localidad soriana de Almenar de Soria y que en su día perteneció a los condes de Gómara.

## Descripción
Los restos más antiguos datan del siglo X, y constituyen los muros de la torre del homenaje. Posteriormente, en el siglo XV, se construyó el recinto interior, y las almenas del muro exterior. Y un siglo después, se modificaron las torres del castillo.
En el momento de su máximo esplendor, el conjunto contaba por los dos recintos anteriormente comentados. En el interior, la zona residencial contaba con una galería y una escalinata añadida posteriormente.
Durante largos periodos, fue la residencia de Carlos II y Felipe V. Además, sirvió de inspiración al poeta romántico Gustavo Adolfo Bécquer para escribir algunas de sus famosas Leyendas. En el siglo XXI sirvió de lugar de rodaje para algunas escenas de la serie El Cid.
El castillo de Almenar es uno de los castillos mejor conservados de toda la provincia de Soria.